# クィリニウス

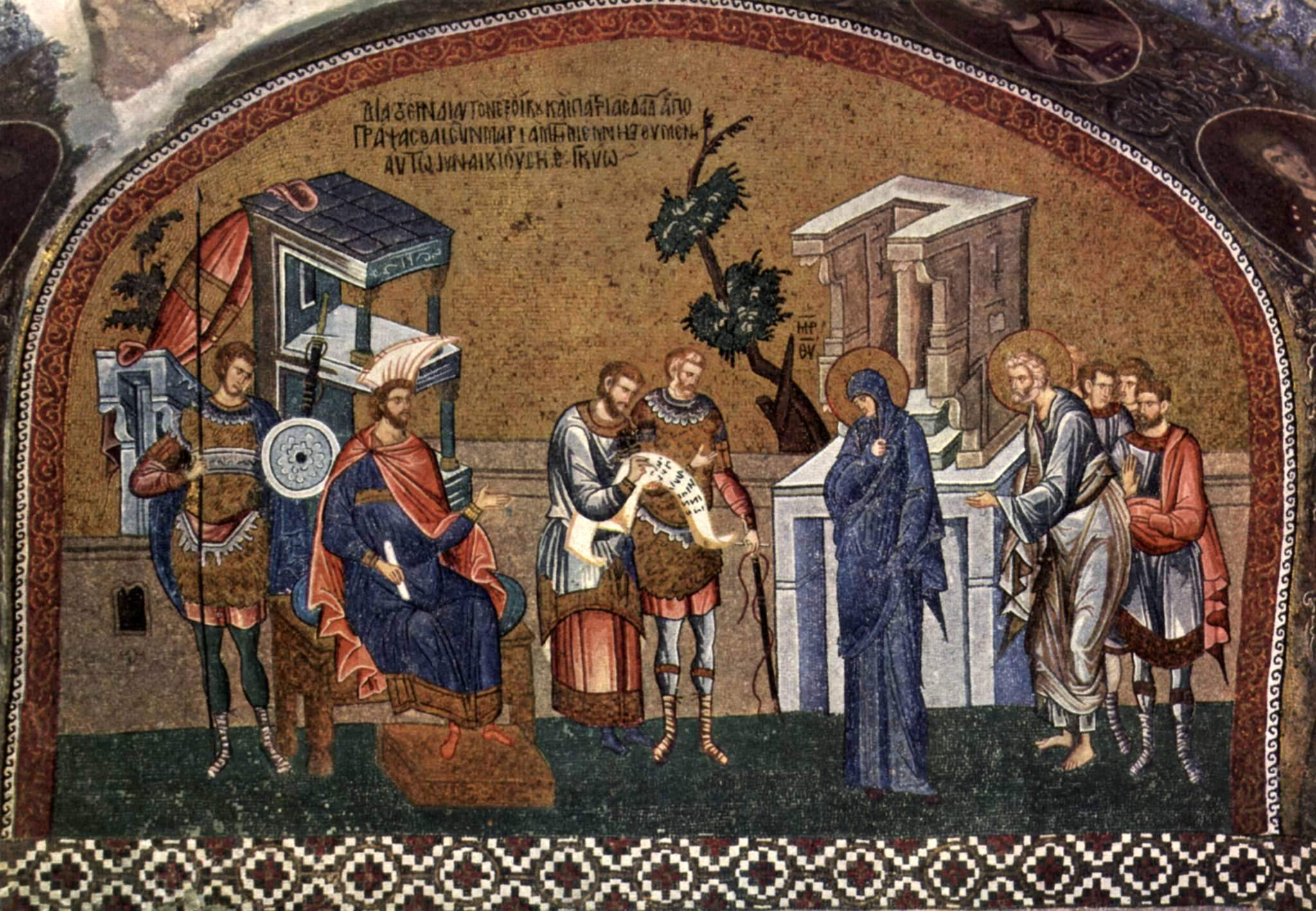
マリヤとヨセフの住民調査を前にした総督クレニオ、コンスタンティノープルのコーラ教会のビザンチンモザイク

プブリウス・スルピキウス・クィリニウス（古典ラテン語：Publius Sulpicius Quirinius (c. 51 BC – AD 21) （プブリウス・スルピキウス・クィリニウス）
は、ローマ帝国元老院議員でユダヤ属州総督（在任：6年 - 9年）。ルカの福音書2章2節で「全世界のクィリニウスの人口調査」を行ったとされる総督として知られる。。
日本語訳聖書では、「クレニオ」、「キリニウス」などとして知られる。
フラウィウス・ヨセフスの著作によると、「キュリニオス」、「クイヌリス」、「キュレーニオス」、
ラテン語版では「キリニウス」、「キリヌス」などとして知られる。

## 生涯
自治市ラーヌウィウムの出身で、ローマ軍兵士として戦い、前12年、皇帝アウグストゥスの元、ローマ市のコンスル(執政官)に選ばれた。間もなくして、ガラテヤの南境の山地部族、ホモナデンセス家との戦いを指揮して、勝利を収め、凱旋将軍顕章を授かり、前3年アジア州の総督になった。
紀元3年から4年まで、ガイウス・カイザリヤのアルメニヤ遠征に後見人として同行する。
紀元6年から9年、皇帝アウグストゥスにより、民族の統治者・財産査定官として、シリヤ・キリキヤ地方に派遣された。同時に、騎士階級であったコーポーニオスも総督としてユダヤ人を統治するために派遣された。キュリニウスは、ユダヤ人の財産を査定して、アルケオラスの資産を処分した。このことで、ユダヤ人が衝撃を受けたが、大祭司ヨーアザロスの説得により、財産登録に応じた。しかし、ユーダスという人物が、パリサイ人のサドーコスを引きずり込んで反抗運動を起こした。（熱心党）
シリヤでの任務を終えると、公職を退き、ローマに戻り21年に死去した。

## キリスト教の聖書におけるクレニオ
クィリニウスは、ルカの福音書のイエス・キリスト誕生の物語の最初に「クレニオ（クィリニウス）がシリアの総督であった時の最初の住民登録であった。」（新改訳聖書）言及されている。
ヨセフォスは住民登録を記しているが、それは使徒行伝5章37節に記されている、クィリニウスによる人口調査は紀元6年のことである。ユダヤがヘロデ・アルケラオス(英語版)の廃位によってローマの属州となったことをきっかけにクィリニウスが実施したことである。。
しかし、イエスの誕生は紀元4年より前であるといわれるので、ルカ2章2節の「全世界の住民登録」は、クィリニウスが実施した紀元6年の人口調査とは異なる。つまり、ルカに記されている住民登録はヨセフォスが記していない別の登録ということになる。
もしくは、ルカの「勘違い」ではなく、『キリストが誕生する時（＝歴史の終わりと始まりの境）には、（実際の事実がどうであれ、）人口調査（＝民を数え記す＝民数記・歴代誌）が必ず行われ（てい）なければ「ならない」』とする、何らかの物語創作上の思想・ルールに基づく、「意図的な」記述である可能性もある。そのために、実際には紀元6年に行われたクレニオによる人口調査の記録を拝借して、その時より10年ほど前のキリストの誕生時に持ってきたものとも考えられる。つまり、事実を正確に記したのではなく、イデオロギーに合うように事実を歪めたのである。
また、アウグストゥスの『業績録』によれば、三度国勢調査（前28年、前8年、紀元後14年）を行ったと言われ、キリストの誕生前後にはローマによる国勢調査は行われていない。
テルトリアヌスが、シリヤ総督であったサトゥルニウス（在位：前9年-6年）人口調査を行ったと記録している。また、住民登録は14年ごとに行われていたことが分かっている。また、ギリシア語「最初の」とは「以前の」との訳せるので、「総督クレニオが実施した以前の総督サトゥルニヌスによる」住民登録であると解釈することができる。
また、ラピス・ティブルティヌスという碑文に、シリヤの総督に2度目についたローマ人の業績が報告されている。それが、クィリニウスであった可能性もある。
M・W・ラムゼーは、前10年クィリニウスがシリヤの軍事担当の総督になり、同時にサトゥルニウスが行政を担当したという仮説を立てた。その時に、クィリニウスが軍事担当の総督として住民登録を実施したという仮説である。

### 日本語訳聖書における名前の表記
クレニオは新約聖書に記載のある人物だが、日本語訳聖書の中では様々な表記がなされる。具体例を挙げるとクレニオ(文語訳・口語訳・新改訳第3版以前)、キリノイ(正教会訳)、キリニウス(共同訳)、キリニウス(新共同訳・新改訳2017)などがある。